# سرباغ‌گلین
سرباغ گلین ، روستایی از توابع بخش قلعه شاهین شهرستان سرپل ذهاب در استان کرمانشاه ایران است.

## جمعیت
این روستا در دهستان سراب قلعه شاهین قرار دارد و براساس سرشماری مرکز آمار ایران در سال۱۳۹۸ جمعیت آن ۱٬۹۹۳ نفر (۴۴۲خانوار) بوده‌است.